# Hylaeus lumbellus
Hylaeus lumbellus är en biart som först beskrevs av Joseph Vachal 1910.  Hylaeus lumbellus ingår i släktet citronbin, och familjen korttungebin. Inga underarter finns listade i Catalogue of Life.